# Kjell Magne Bondevik
Kjell Magne Bondevik ([IPA: çɛl: mɑŋnə bun:əvi:k] ( ascultă (ajutor·info)), n. 3 septembrie 1947) este un politician norvegian. A fost prim-ministru al Norvegiei din octombrie 2001 până la alegile din septembrie 2005 din partea Partidului Creștin-Democrat.  A mai fost prim-ministru din octombrie 1997 până în martie 2000. A fost prim-ministrul norvegian non-socialist care a servit în funcție cel mai mult după cel de Al Doilea Război Mondial. Totodată a fost primul prim-ministru care a avut concediu de boală pe baza unei depresii.

## Viața
Bondevik s-a născut la Molde și a urmat cursurile Faculății teologice Menighetsfakultetet (absolvent 1975).
Este căsătorit cu Bjørg Bondevik (n. Rasmussen) cu care are trei copii: Bjørn (n. 1972), Hildegunn (n. 1973) și John Harald (n. 1976). Kjell Magne Bondevik este văr cu episcopul Odd Bondevik.
Începând cu anul 2009 a fost președinte al „Centrului pentru pace și drepturile omului” din Oslo.

## Cariera politică
Bondevik a reprezentat Partidul Creștin-Democrat în Storting (parlamentul norvegian) din 1973- 2005. A fost președinte de partid între 1983- 1995.
Alte funcții pe care le-a avut în afara celei de prim-ministru au fost:
- Ministru de externe, în guvernul Jan P. Syse  (1989-1990)
- Ministru al Învățământului, în guvernul Kåre Willoch (1983-1986)
- Secretar de stat la Biroul Prim-ministrului, în guvernul Lars Korvald (1972-1973)

În august 1998 Bondevik a atras atenția internațională datorită faptului că s-a internat pe bază de depresie. A fost internat timp de 3 săptămâni, timp în care Anne Enger Lahnstein a fost prim-ministru interimar.

## Distincții
- Bondevik este cavaler al „Ordinului Sf. Olaf”, în grad de Mare Cruce[5]
- Membru al „Clubului de la Madrid”[6]
- Membru de onoare a Fundației Raoul Wallenberg[7]

## Cărți
- Et liv i spenning („O viață încordată”), Aschehoug & Co, 2006, ISBN 978-82-03-29115-9